# Будинок Срабіонова
Будинок Срабіонова (рос. Дом Срабионова; Готель «Петроград», рос. гостиница «Петроград») — будівля в Ростові-на-Дону, побудоване в 1910-х роках за проектом міського архітектора Ростова-на-Дону Арутюна Христофоровича Закіева (Арутюн Хачатурович Закян, 1874-1945). 

## Історія
Спочатку будинок належав С. Д. Срабіонову, в ньому розміщувався готель «Петроград». За даними на 1925 рік це був готель «Діловий двір». З 1940-х років готель носила назву «Дон». В даний час будівля займає П'ятнадцятий арбітражний апеляційний суд. У 2009—2013 роках в будівлі проводився капітальний ремонт. Будинок Срабіонова має статус об'єкта культурної спадщини регіонального значення.

## Архітектура
Будинок Срабіонова розташований на перехресті Темерніцкої вулиці і Газетного провулка. Фасади, що виходять на вулиці, мають симетричну композицію. Кутові частини фасадів виділені раскреповками з еркерами. Раскреповки в центрі фасадів увінчані аттиками арочної конфігурації. Кутові раскреповки завершені аттиками, прикрашеними розетками, квітковим орнаментом і тумбами з декоративними вазами і кулями. Велику роль у формуванні архітектурно-художнього вигляду фасадів відіграють різні за формою балкони (напівкруглі і прямокутні). Фасади прикрашені ліпниною і декоративною штукатуркою. Головний вхід в будівлю вирішено у вигляді арки і розташований з боку Газетного провулка. Він декорований жіночої маскою і горельєфами химер.

## Галерея

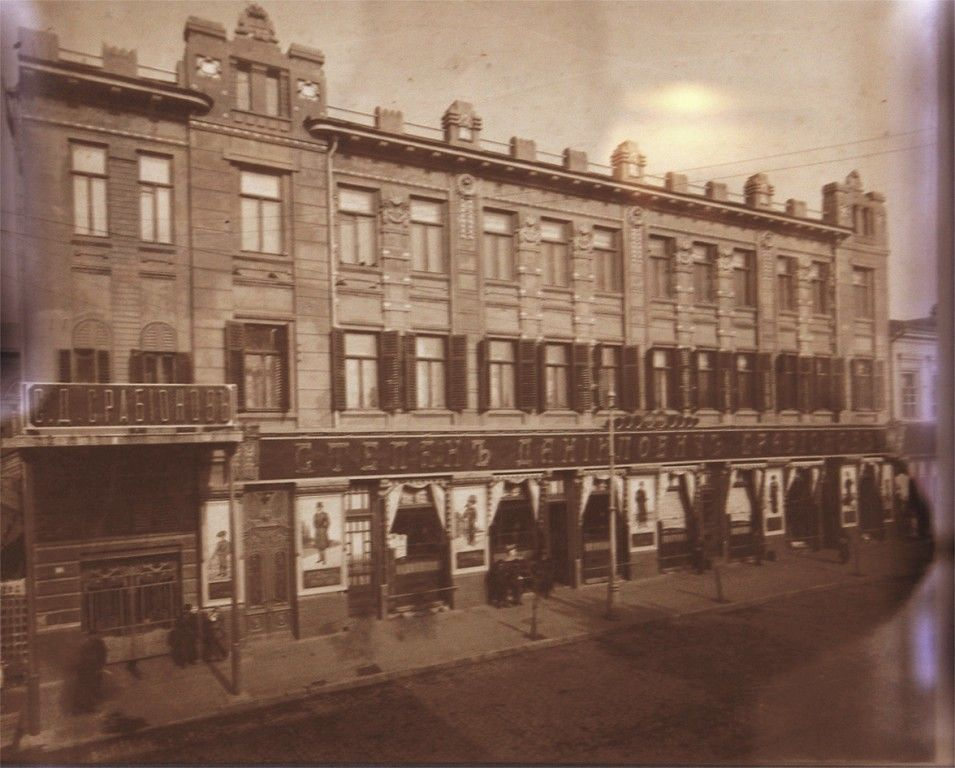
Будинок Срабіонова в 1910-1917 роках
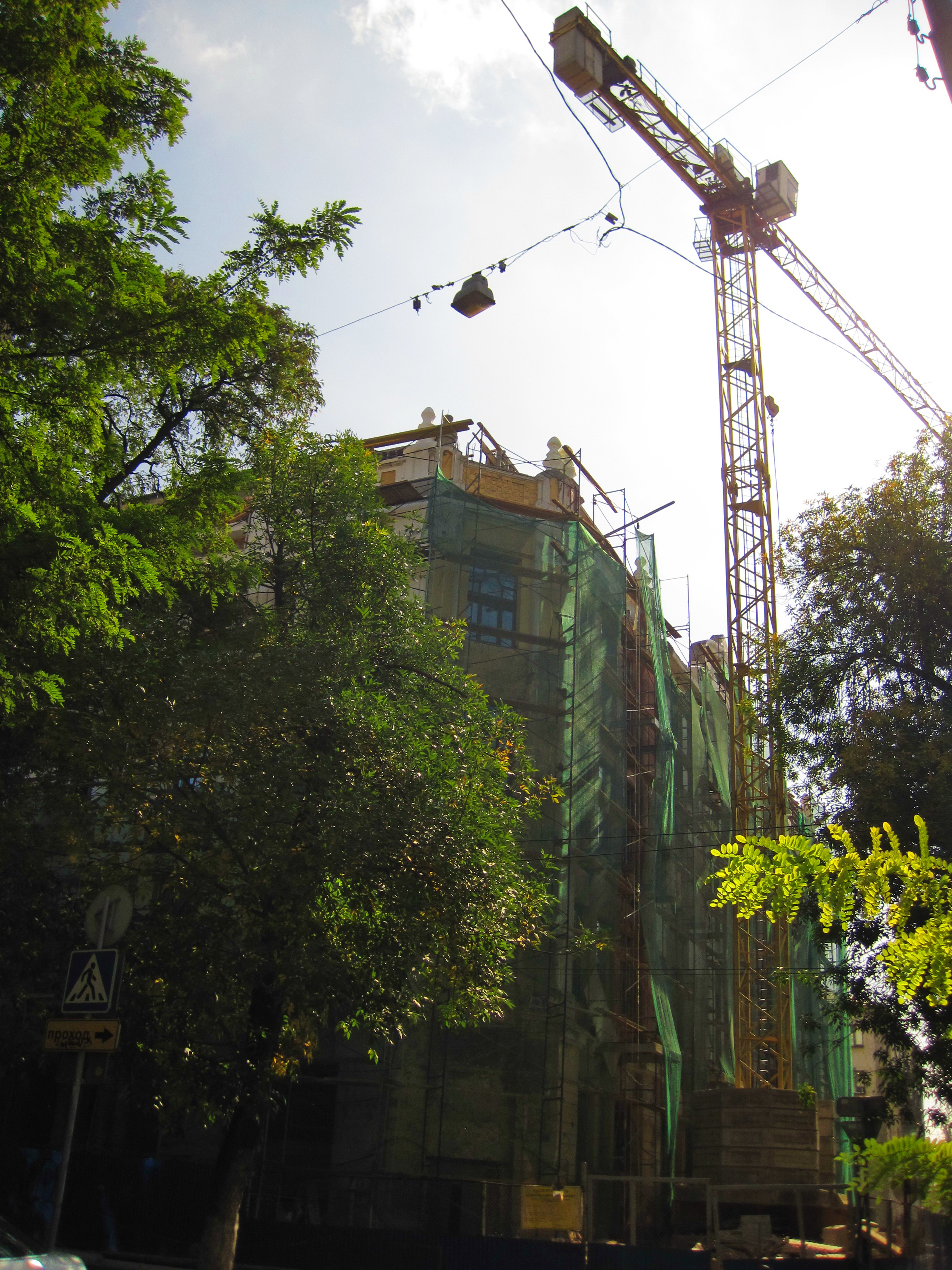
Ремонт будівлі
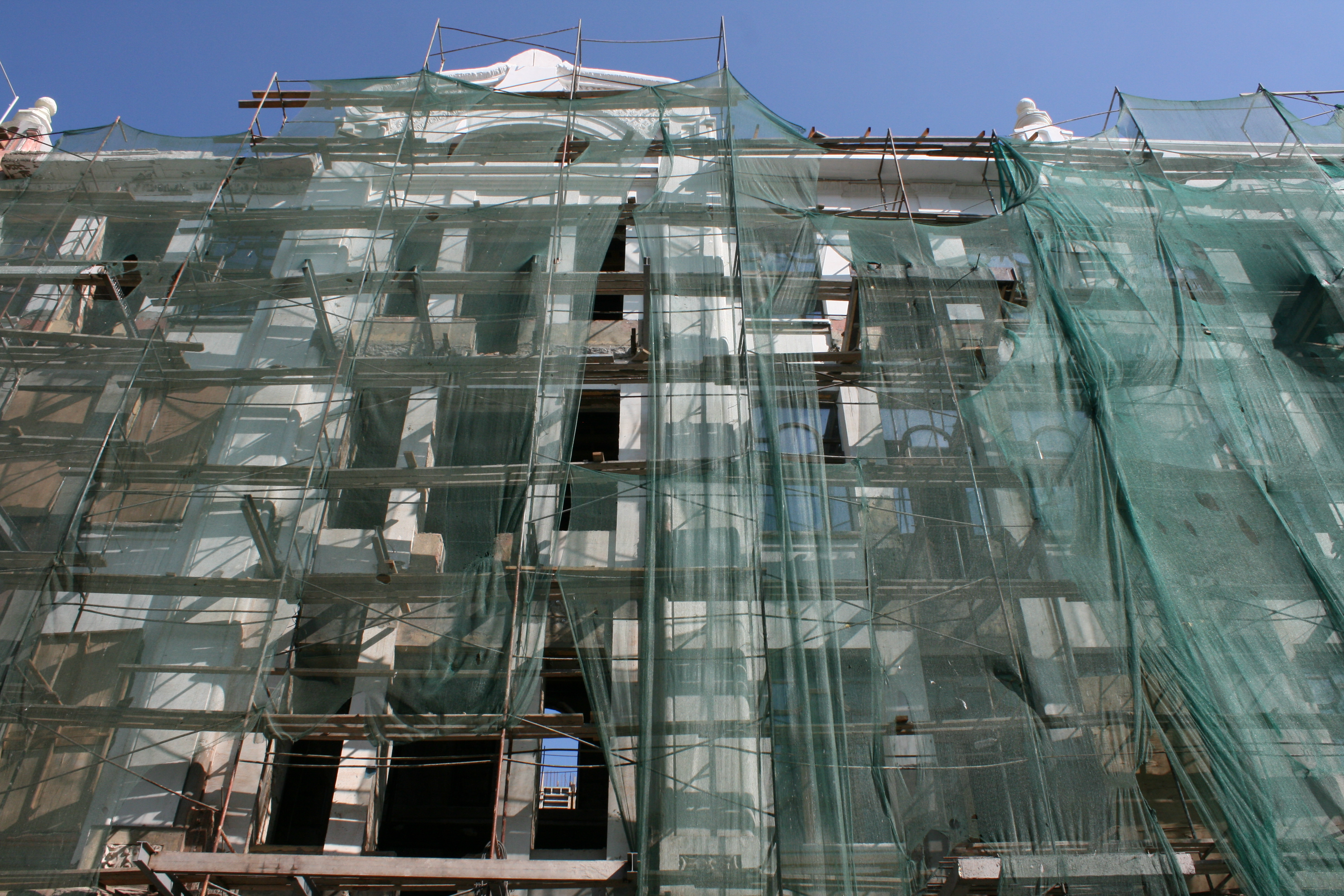
Фасад
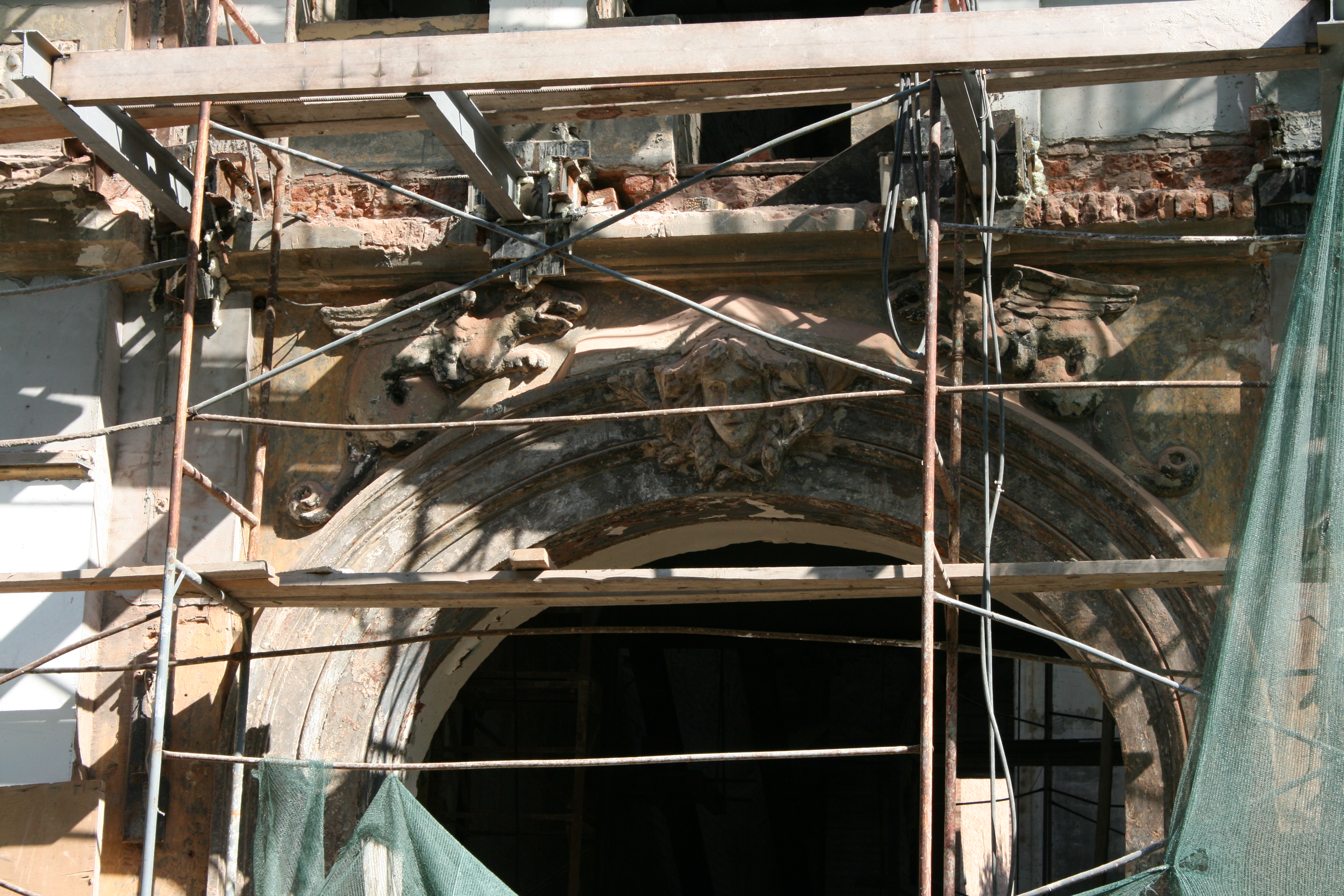
Арка головного входу